# Occhio Cupo
Occhio Cupo è un personaggio dei fumetti creato nel 1948 dallo sceneggiatore Giovanni Luigi Bonelli e dal disegnatore Aurelio Galleppini, protagonista della storia principale, di genere avventuroso e cappa e spada, dell'albo quindicinale Serie d'Oro Audace, edito dalle Edizioni Audace. Bonelli considerava Occhio Cupo tra le cose più belle da lui scritte, assieme ad alcuni suoi romanzi.

## Storia editoriale
Nel 1948 Tea Bonelli, moglie separata di Giovanni Luigi Bonelli e direttrice delle Edizioni Audace, vuole rilanciare la sua azienda con nuove produzioni a fumetti. Così, il 31 maggio 1948 scrive una lettera al disegnatore Aurelio Galleppini, residente a Firenze, invitandolo a trasferirsi a Milano per illustrargli due progetti editoriali paralleli: Occhio Cupo ma anche, di rincalzo, il western Tex.
Per entrambi i progetti, le sceneggiature sono di Giovanni Luigi Bonelli, e i disegni e le copertine vengono affidati a Galleppini, che si firma Galep. Il disegnatore, per documentarsi su costumi e ambientazioni da usare per Occhio Cupo, si reca al cinema a vedere film di cappa e spada e sulla pirateria, abbondanti in quegli anni. Per dare un poco di tregua all'incessante lavoro di Galleppini, alcuni disegni di due avventure di Capitan Fortuna, serie a fumetti di ispirazione salgariana di Rino Albertarelli apparsa per la prima volta nel 1941 sempre per le Edizioni Audace, vennero opportunamente ritoccati e utilizzati per Occhio Cupo.
Le aspettative e le strategie commerciali per le due testate furono differenti: "Le Edizioni Audace puntavano moltissimo su Occhio Cupo, un personaggio studiato per affascinare i palati fini del fumetto italiano; un po' meno si attendevano da Tex Willer, meno curato nella veste grafica ed editoriale". Infatti Occhio Cupo, come ebbe a dire lo stesso Sergio Bonelli, era "un albo destinato a una élite che capisse un disegno raffinato, curato". "Avevano riposto le proprie speranze in capo a Occhio Cupo, presentato in un innovativo formato ad albo gigante (prototipo del classico 'formato Bonelli', che consentirà a Galep di esprimere il meglio di sé attraverso un disegno dinamicissimo ed estremamente accurato, di gran lunga superiore agli standard dell'epoca)".
Il primo episodio, intitolato Il giuramento del forzato, venne pubblicato il 1º ottobre 1948 dando vita alla Serie d'Oro Audace, al prezzo di copertina di 30 lire, piuttosto caro per l'epoca (basti pensare che Tex, uscito il 30 settembre, viene invece proposto in un economico formato a striscia a 15 lire). La periodicità è quindicinale, e il formato è di 36 pagine, comprese le copertine. Galep, che per Serie d'Oro Audace ricopre anche la carica di direttore artistico, lavora senza sosta, dedicando a Occhio Cupo le ore migliori, quelle del giorno, e a Tex le ore della sera e della notte, tenuto sveglio dal caffè proveniente da quelle caffettiere che talvolta raffigura nelle didascalie.
Sulla Serie d'Oro Audace, in appendice si trovano altre storie disegnate da Galep: una riduzione de Il libro della jungla su testi di Marcello Serra, apparsa una tavola per numero, purtroppo rimasta incompleta a 12 tavole, e Gli schiavi della mezzaluna, su testi di Franco Baglioni, pubblicata dal 5° al 9° albo.
Nonostante le aspettative che editore ed autori ripongono nel fumetto, Occhio Cupo non incontra i favori del pubblico, tant'è che Tea Bonelli ne interrompe le pubblicazioni dopo appena 6 uscite (l'ultimo albo, L'impresa di Occhio Cupo, esce il 30 dicembre 1948), sostituendolo nella Serie d'Oro Audace con le ristampe di Orlando l'invincibile, serie del 1941-42 scritta dallo stesso Giovanni Luigi Bonelli e disegnata da Vittorio Cossio e, in seguito, da Rino Albertarelli. Questa serie è ispirata alle gesta del paladino Orlando narrate da Matteo Maria Boiardo e Ludovico Ariosto, e anche per essa Galep realizza copertine inedite. Tea Bonelli chiude la Serie d'Oro Audace dopo 12 albi, il 15 maggio 1949. Fu invece Tex, contrariamente alle previsioni editoriali, a rivelarsi un successo inatteso, che continua tuttora.
Ristampe
La Serie d'Oro Audace è stata ristampata nella sua interezza negli anni '70, in versione anastatica, dalla Golden Comics Club.
Invece il primo episodio di Occhio Cupo, Il giuramento del forzato, è stato riproposto nei seguenti volumi:
- Aurelio Galleppini: cinquant'anni di avventure a fumetti, di Della Casa - Gargarone (Edizioni Lo Scarabeo, 1998)
- Collana Grandi Minori n. 22 (Editoriale Mercury, 2014)[20]
- Avventura Magazine - 100 anni di Galep una vita con Tex - Collana Almanacchi n. 147, ottobre 2017 (Sergio Bonelli Editore), in cui è riproposto anche il secondo episodio.

## Trama
La serie è ambientata nel XVIII secolo nella zona dei Grandi Laghi, nel corso della Guerra franco-inglese. In essa si raccontano le vicende di Carlo Lebeau, un aristocratico francese bandito dal suo paese a causa di un omicidio da lui non commesso. Trasferito coattivamente in Canada, riuscirà a fuggire tuffandosi dalla nave prima dell'approdo e, indossando le vesti del giustiziere mascherato Occhio Cupo, sarà in grado di dimostrare la propria innocenza facendo arrestare chi lo aveva accusato ingiustamente; sposerà Clara Montcain, la ragazza che, a bordo, l'aveva coperto nell'evasione dalla prigionia.

## Elenco degli albi
Albi della "Serie d'Oro Audace", aventi il titolo della storia principale contenuta:
1. Il giuramento del forzato
2. La vendetta di Occhio Cupo
3. La Tigre del Mare
4. Catene insanguinate
5. L’isola di Satana
6. L’impresa di Occhio Cupo (ultima apparizione del personaggio)
7. Il cavaliere invincibile
8. Gaur il gigante
9. La battaglia di Albracca
10. Nel regno di Falerina
11. Lo scudo fatale
12. Le furie di Alcina